# Alto Mijares
Alto Mijares Spanyolországban, Valencia Castellón tartományában található comarca. Alto Mijares Alcalatén, Alto Palancia és Plana Baixa comarcákkal határos. Lakosainak száma 4302 fő (2024).

## Földrajza
Észak felől Alcalatén comarca határolja, keletről a Plana Baja comarca, dél felől az Alto Palancia comarca, nyugatról pedig a Gúdar-Javalambre határolja.

## Önkormányzatai
Az alábbi adatok az "INE" (Instituto Nacional de Estadística (España)) 2016. január 1-jei feljegyzése alapján kerültek fel.
| Önkormányzat            | Lakosság | Területe (km²) | Népsűrűség |
| ----------------------- | -------- | -------------- | ---------- |
| Montanejos              | 539      | 37,80          | 14,26      |
| Villahermosa del Río    | 487      | 108,90         | 4,47       |
| Montán                  | 383      | 34,10          | 11,23      |
| Cortes de Arenoso       | 300      | 80,60          | 3,72       |
| Fanzara                 | 281      | 35             | 8,03       |
| Cirat                   | 220      | 41,10          | 5,35       |
| Zucaina                 | 190      | 51,57          | 3,68       |
| Ayódar                  | 172      | 24,40          | 7,05       |
| Ludiente                | 170      | 31,40          | 5,41       |
| Arañuel                 | 160      | 19,20          | 8,33       |
| Puebla de Arenoso       | 143      | 42,70          | 3,35       |
| Fuentes de Ayódar       | 114      | 10,90          | 10,46      |
| Castillo de Villamalefa | 103      | 37,70          | 2,73       |
| Toga                    | 98       | 13,50          | 7,26       |
| Argelita                | 97       | 15,50          | 6,26       |
| Espadilla               | 83       | 12             | 6,92       |
| Torrechiva              | 75       | 11,80          | 6,36       |
| Villamalur              | 68       | 19,50          | 3,49       |
| Torralba del Pinar      | 66       | 21,20          | 3,11       |
| Villanueva de Viver     | 60       | 6              | 10         |
| Vallat                  | 54       | 5              | 10,80      |
| Fuente la Reina         | 46       | 7,50           | 6,13       |